# Samuel Benchetrit
Samuel Benchetrit (26 de junho de 1973) é um ator e diretor francês.